# Coteau de Guérande
Le coteau de Guérande est un relief à faible pente situé sur les communes de Guérande et de La Turballe, dans le département de la Loire-Atlantique.

## Présentation
Le coteau de Guérande culmine à 61 mètres d'altitude. Constitutif des contreforts du massif armoricain, il est orienté nord-ouest à sud-est, parallèlement au sillon de Bretagne au nord et à la presqu'île du Croisic au sud. Cette formation minérale dessine trois marches descendant d'est en ouest vers la baie du Pouliguen, les marais salants de Guérande et la « rade du Croisic », nom donné à la baie allant de la pointe du Croisic (au sud) à la pointe du Castelli (commune de Piriac-sur-Mer, au nord ouest),. Le coteau se caractérise par des sols peu profonds, parsemés d'affleurements granitiques, autour desquels subsistent quelques landes à bruyères. Dans ses entailles serpentent de petits cours d'eau bordés de boisements.

### Historique
Les communautés villageoises s'établissent sur le coteau autour des premières églises de la chrétienté : collégiale Saint-Aubin de Guérande, chapelle Sainte-Catherine-d'Alexandrie de Clis, église Notre-Dame-de-la-Nativité de La Turballe. Divers châteaux, sièges de seigneuries, sont édifiés sur le coteau au cours des siècles, tels que le manoir de Bréhet, le château de Lauvergnac et le château de Trévaly à La Turballe ou le château de Careil, le manoir de Kerpondarmes, le manoir de Kersalio, le château de Tesson et le château de Tuloc à Guérande.
Au Moyen Âge, le commerce du sel et la viticulture sont les principales activités économiques. Le vin produit sur le versant sud du coteau est destiné à une consommation de proximité, le surplus est écoulé par voie maritime vers l'Aquitaine et l'Angleterre, au départ des ports guérandais de  Sissable et Congor. Les taxes sur le sel de Guérande et les débits de vin (billot) financent la construction des remparts de Guérande. La production recule au XIXe siècle en raison de l'épidémie de phylloxéra et du manque de notoriété du vignoble. Sur les mille hectares de vigne du XIXe siècle, seuls trois subsistent au XXIe siècle ; ils sont plantés de cépages chenin et pineau d'Aunis.

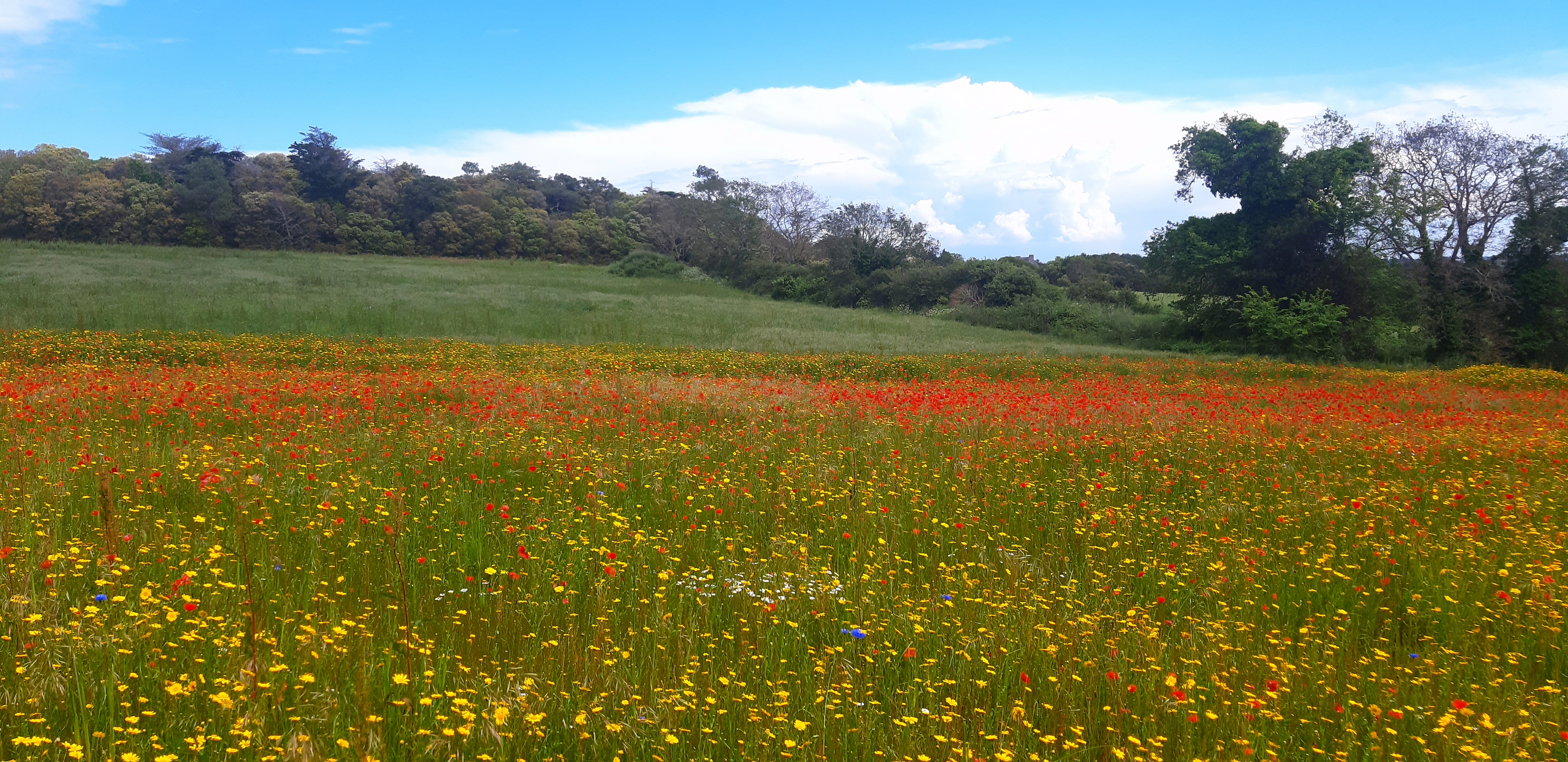
Prairie du coteau au printemps.
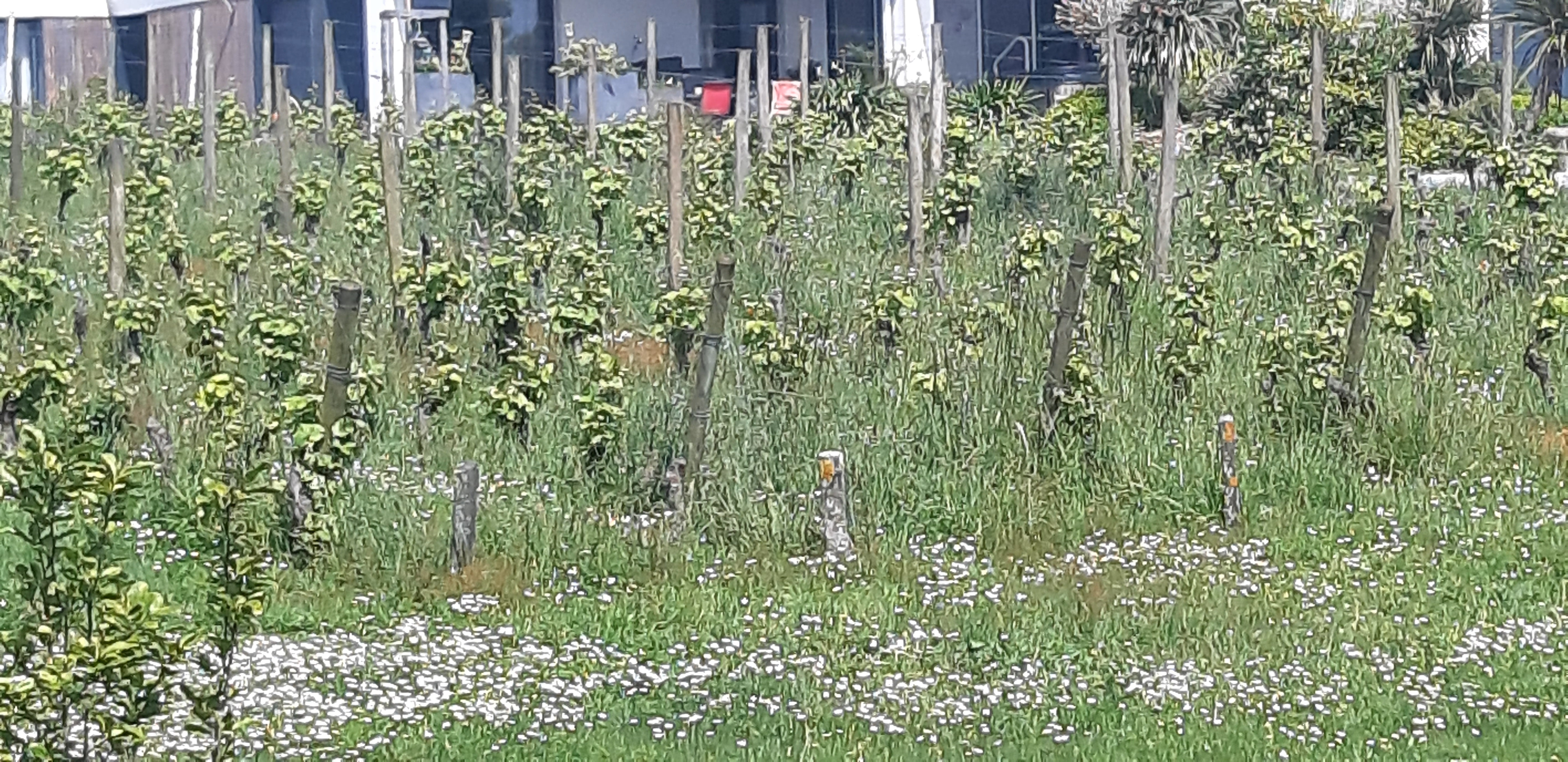
Vigne rue du Clos-Rignac.

Une quarantaine de moulins sont recensés à Guérande. Implantés depuis le Moyen Âge, ils bénéficient de l'exposition au vent sur le coteau de Guérande. En tant que banalité, ils sont le signe de la richesse et du pouvoir de leurs propriétaires, généralement des familles nobles, qui imposent leur usage aux villageois contre la perception d'une redevance. Après la Révolution française, leur gestion et les profits dégagés reviennent au meunier. Quelques moulins subsistent de nos jours sur le coteau, notamment le moulin de Drézeux, le moulin de Crémeur, le moulin de Trévaly à Guérande et le moulin de Kerbroué ou le moulin de Kerhuel à La Turballe.

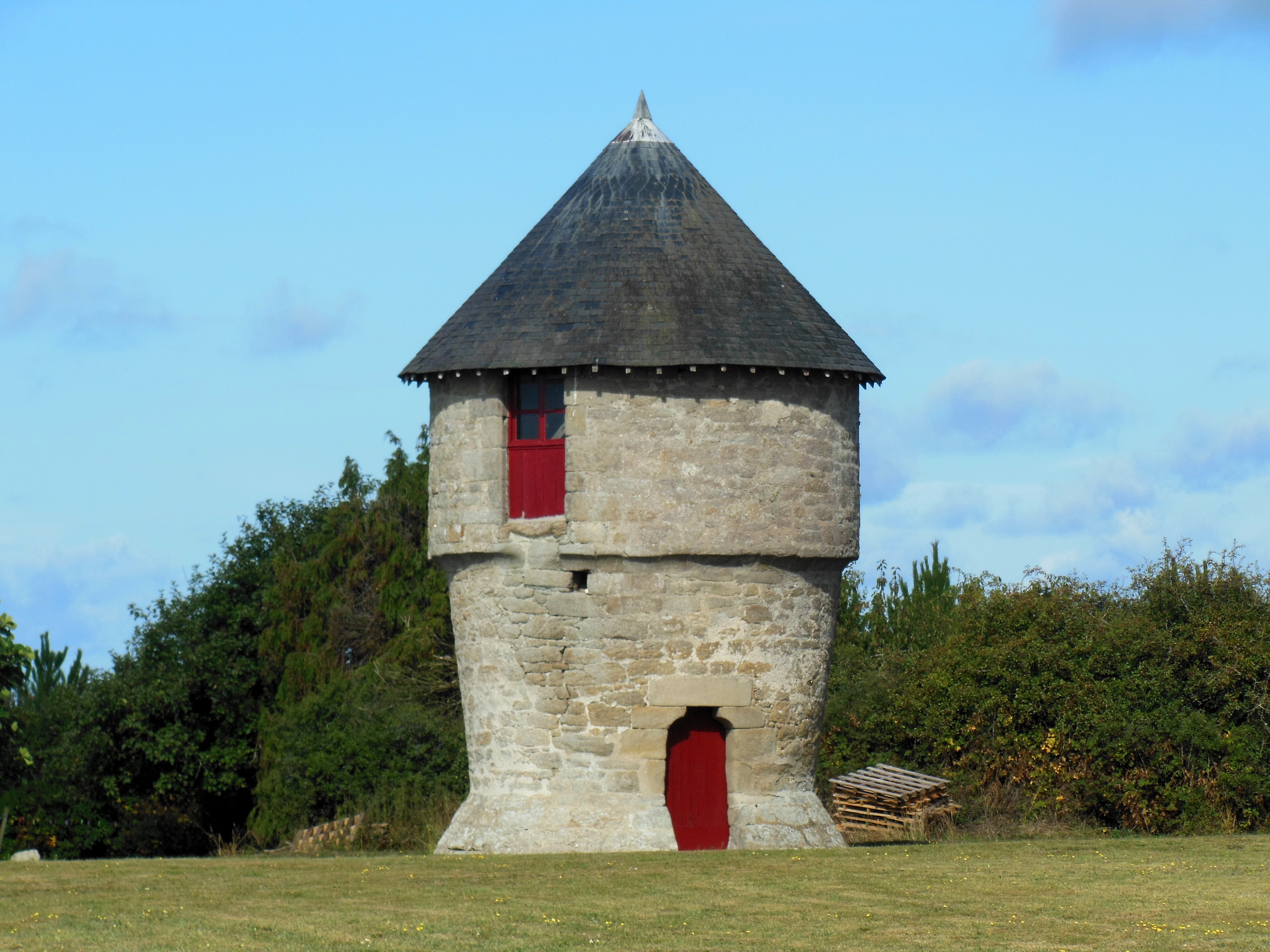
Moulin de Drézeux.
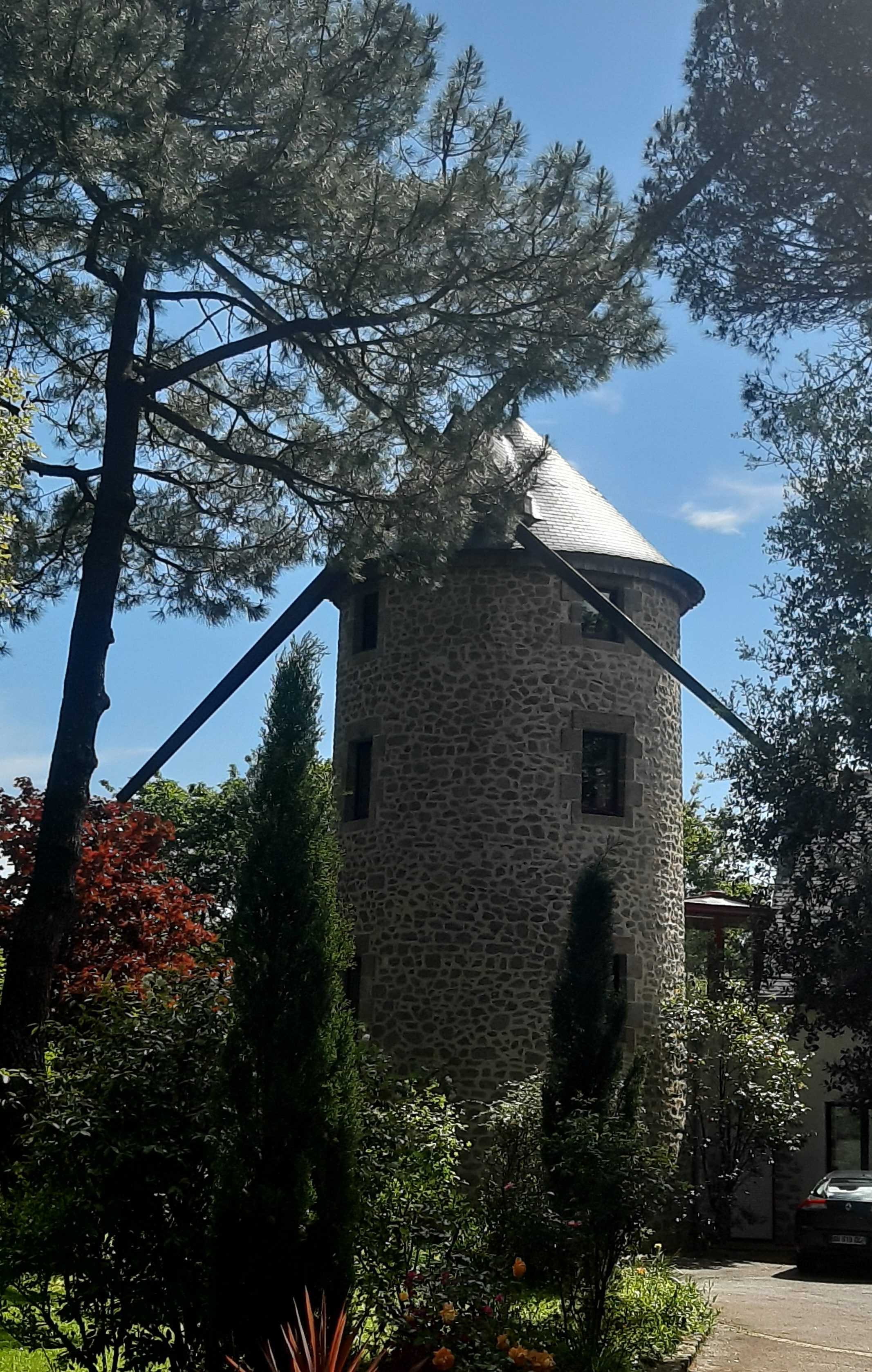
Moulin de Colveux.
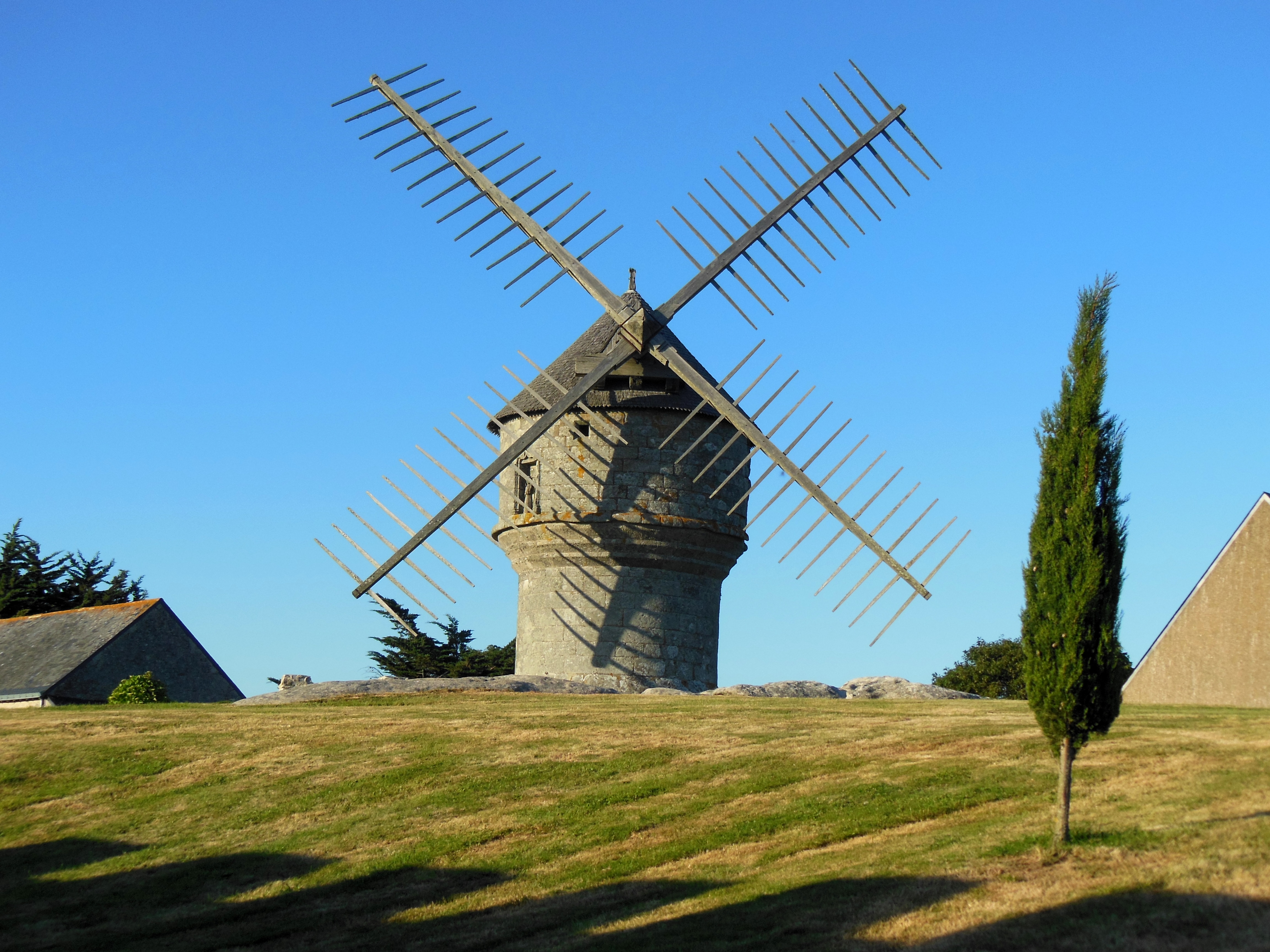
Moulin de Crémeur, dit « moulin du Diable ».
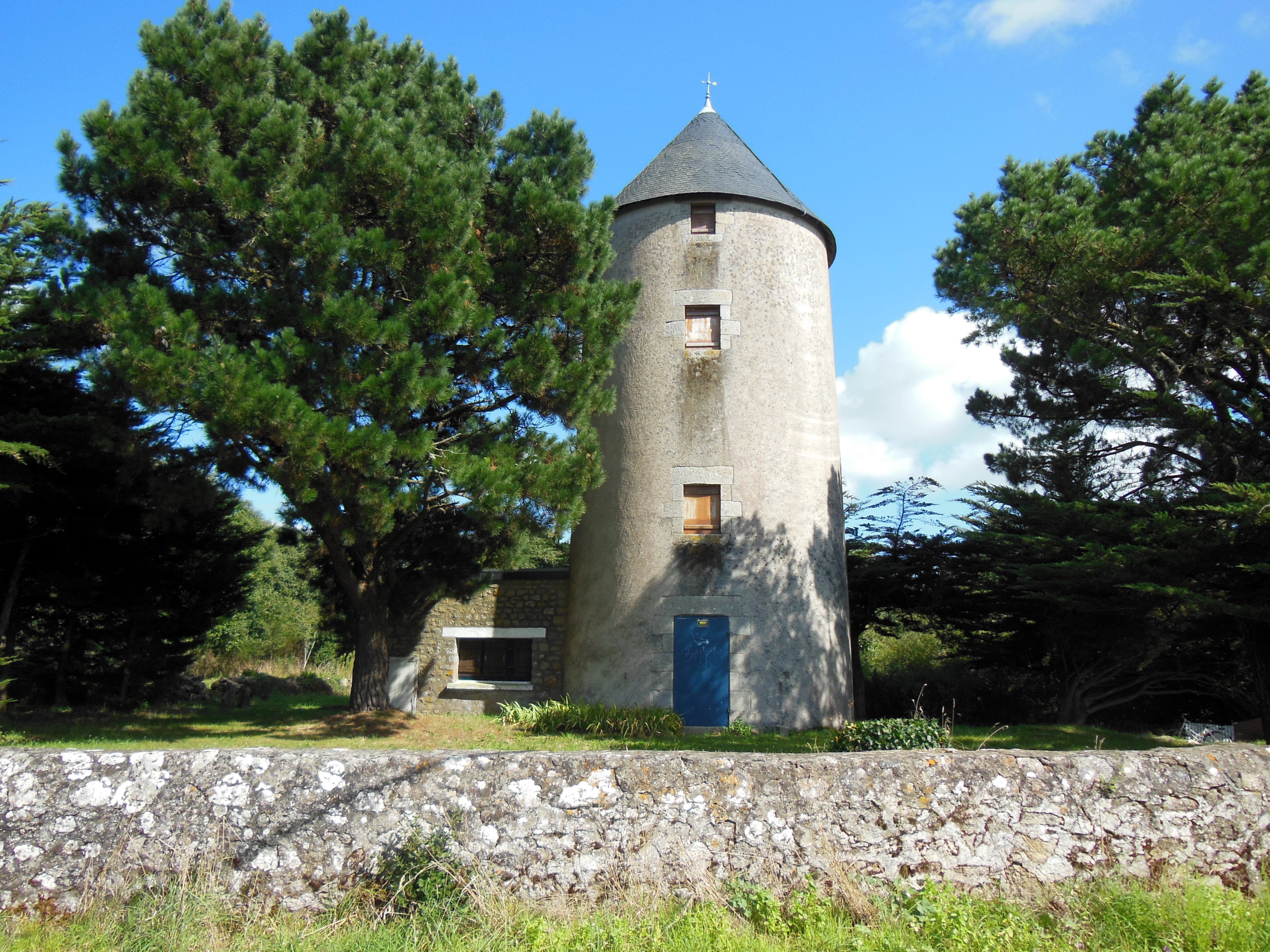
Moulin de Trévaly.
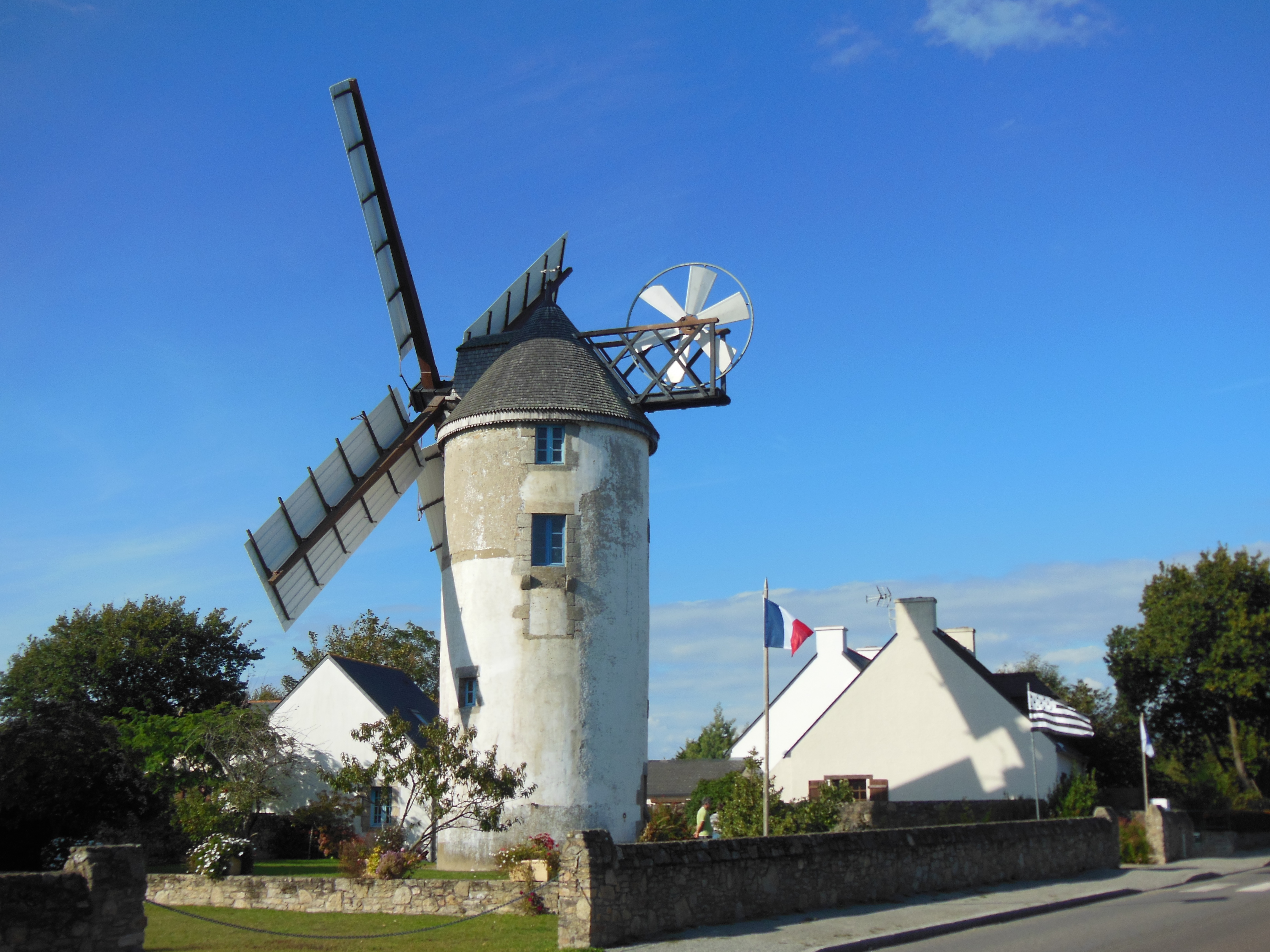
Moulin de Kerbroué.
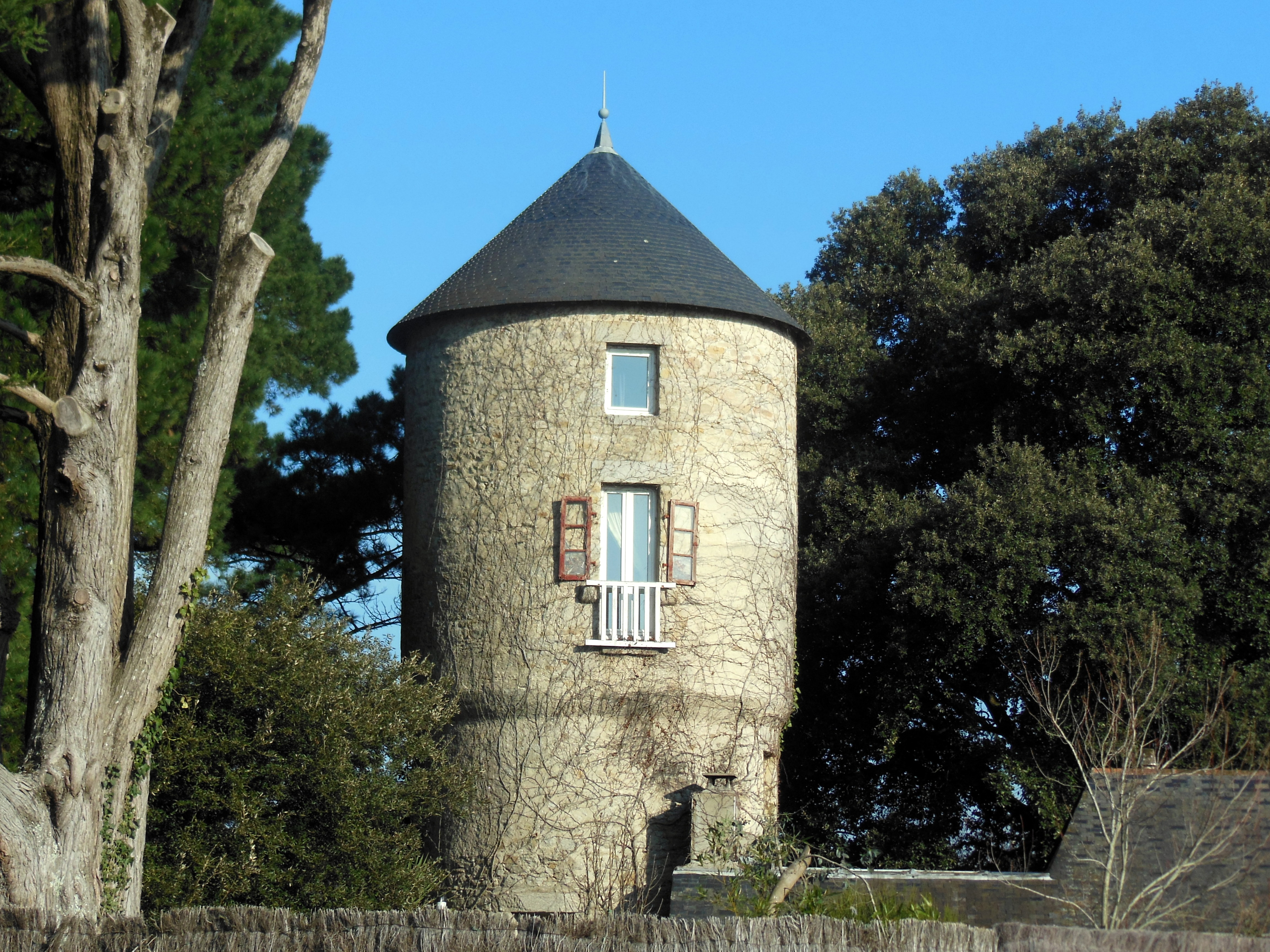
Moulin de Kerhuel.

## Intérêt écologique
Plusieurs espèces rares sont présentes autour des zones rocheuses et des anciens talus : la romulée à petites fleurs, aux fleurs violettes, l'Asphodèle d'Arrondeau, qui dresse ses hampes de fleurs blanches et la Sabline des montagnes. Ces affleurements orientés au sud sont favorables à une espèce animale protégée, la vipère péliade qui côtoie des oiseaux, principalement merles et mésanges ainsi que de petits gibiers.